# Groschlag (Adelsgeschlecht)

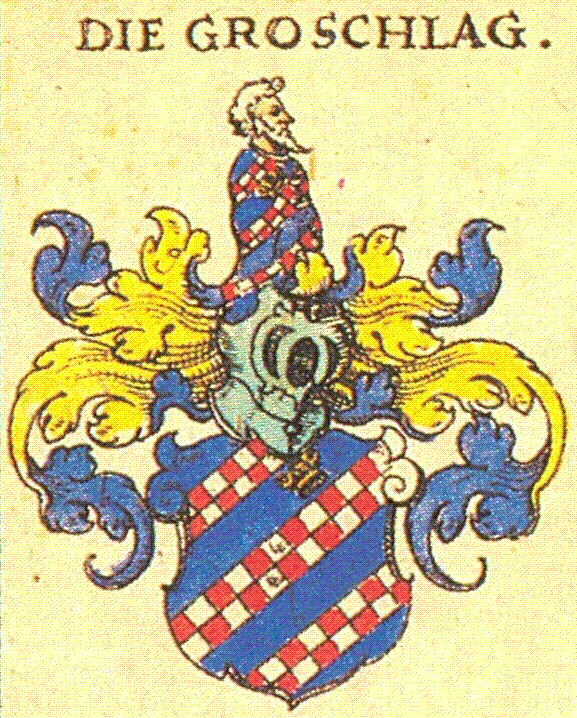
Groschlag'sches Wappen im Siebmacher

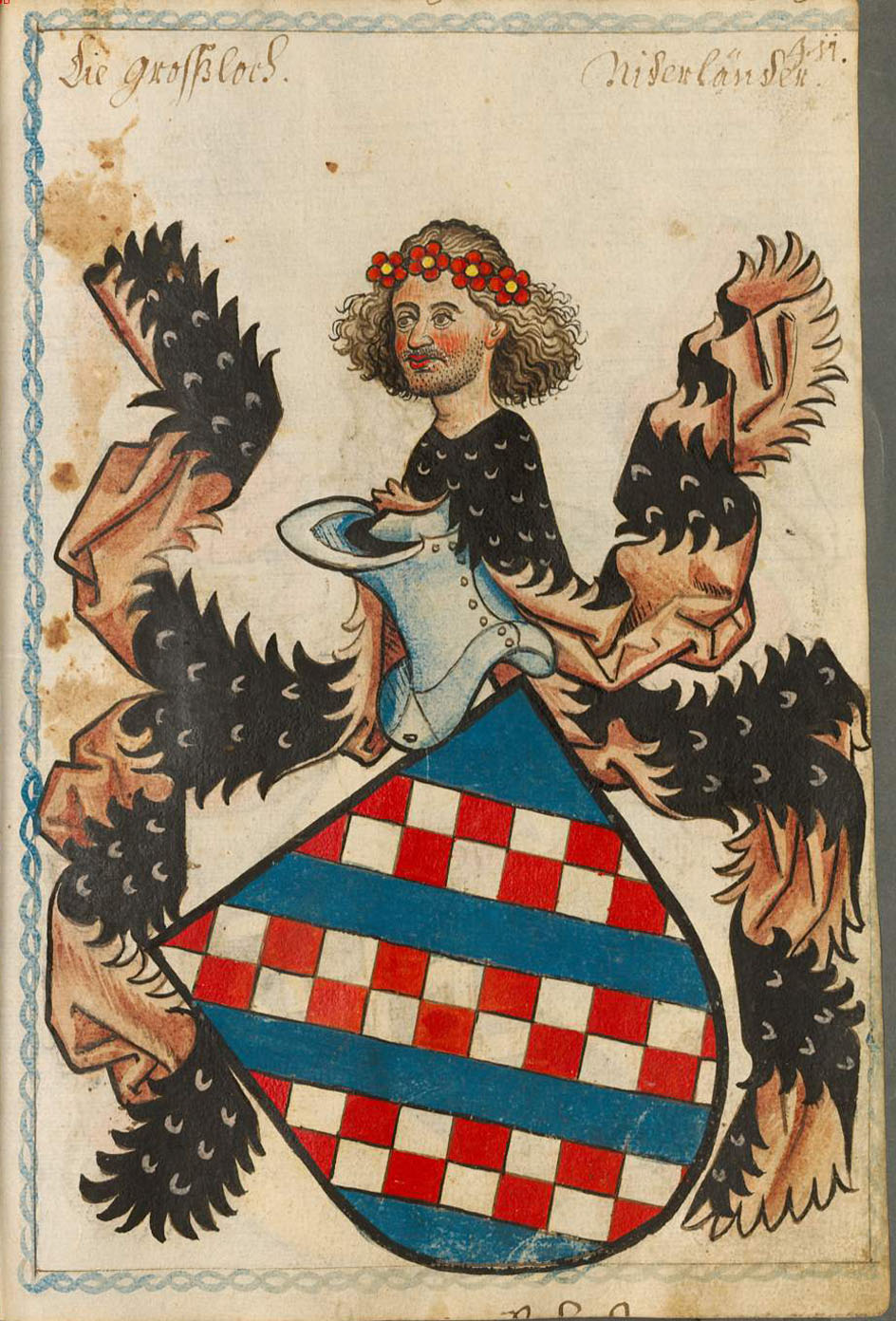
Das Wappen im Scheiblerschen Wappenbuch

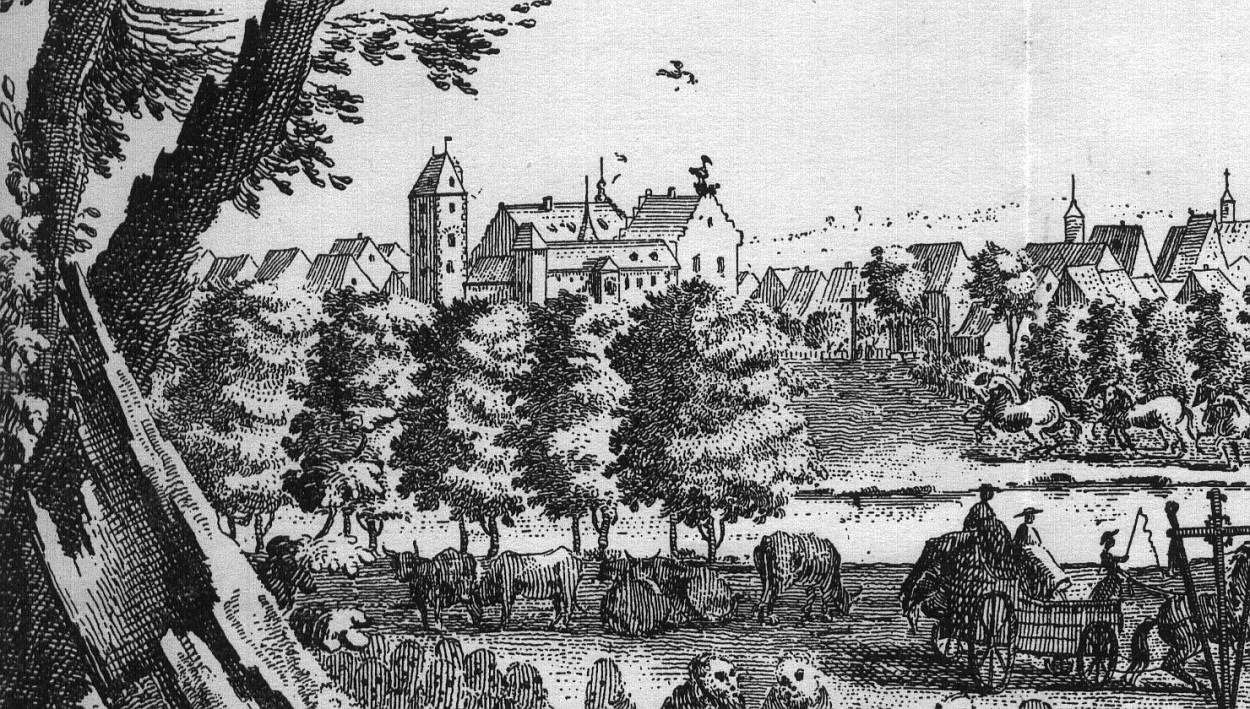
Die Dieburger Burg um 1700

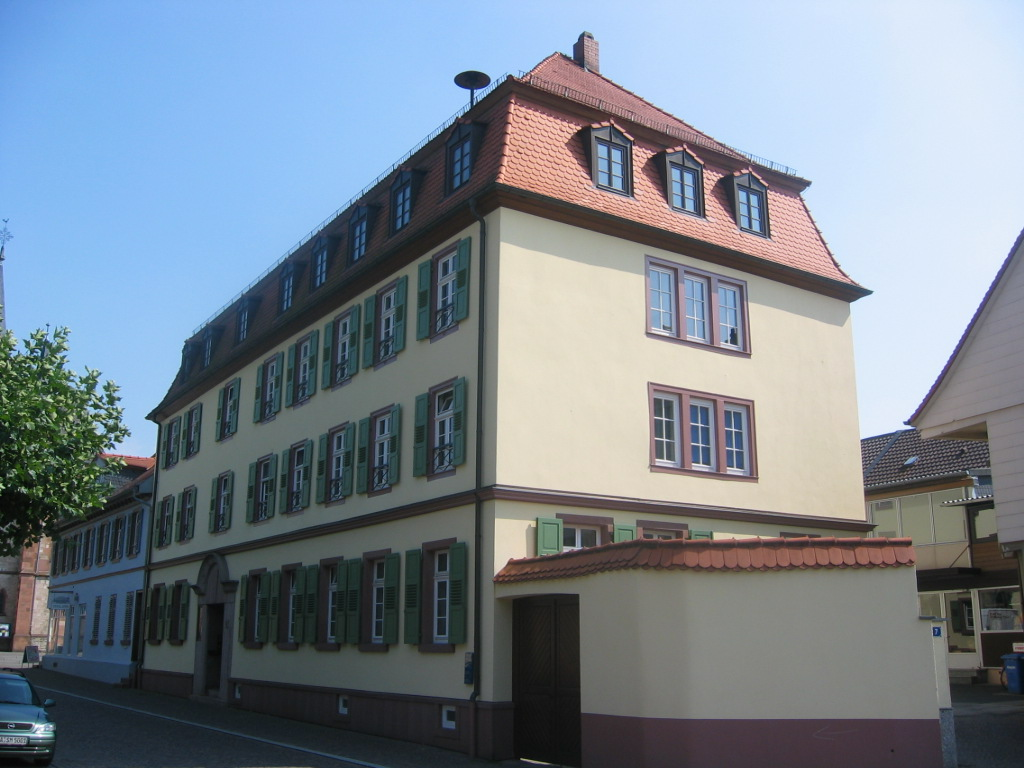
Die barocke kurmainzische Zehntscheuer in Dieburg, ursprünglich Groschlag’scher Stadtbesitz

Die Groschlag zu Dieburg waren ein ursprünglich südhessisches Uradelsgeschlecht aus dem Odenwald und vom Rhein. Es bestanden zeitweise mehrere Nebenlinien, die aber alle nach wenigen Generationen wieder ausstarben.

## Name
Der Name „Groschlag“ (auch Graslack(e), Grasloc oder Gravesloc, Graslach, Graslacke Gra(i)szloch, Gras(z)lag(k), Groszlock, Graislock, Grasch(s/ß)lag, Graeslach, Groschlach und Gro(e)schlagk) entspricht dem der Wüstung Groschlag zwischen Frankfurt am Main und Hanau. Es ist aber urkundlich nicht zu belegen, dass der Geschlechtername davon abgeleitet ist. Der namensgebende Stammsitz der Herren und Freiherren war der gleichnamige Ort Dieburg, wo sie seit dem 12. Jahrhundert als Burgmannen des Dieburger Schlosses zu Ansehen und Würden kamen.

## Geschichte

### Mittelalter
Nach den kritisch zu hinterfragenden Aufzeichnungen Johann Gottfried Biedermanns (vgl. Literatur) wurden ein Friedrich Groschlag 942, ein Wolfgang Groschlag 996, und ein weiterer Ritter dieses Namens 1080 bei Ritterturnieren verzeichnet. Der darin aufgeführte Stammherr Anselm Groloch von 1254 ist sonst nicht belegt, dagegen zwischen 1236 ein (oder mehrere) Rudolfus Grasloc (Grawesloc) als Münzenbergischer Vogt und als Zeuge im Eheverlöbnis der Adelheid von Tübingen und Kuno II. von Münzenberg.
Seit 1254 sind sie als Burgmannen mit den Dörfern Münster, Werlach (heute Wüstung), Messel (noch 1443 Münzenberg-Eppsteinisches Lehen der Groschlag) und Eppertshausen belehnt. Rudolf Groschlag wird durch Ulrich von Münzenberg mit der Kistelberger Mühle nahe Dieburg belehnt. Rudolf hatte einen Bruder und drei Söhne. 1269 erfolgte dieselbe Belehnung – diesmal aber vom Bistum Mainz (der oder einer der Rudolf(e) ist jetzt Vizedom an St. Peter und Alexander in Aschaffenburg). 1276 verkaufte ein Rudolf von Groschlag seine Güter zu Groß-Rohrheim (Gernsheim) an das Kloster Otterberg.
Die Familie besaß umfangreiche Lehen in und um Dieburg mit Burg- und Mannlehen, diversen Gütern und Anteile am Hochgericht vom Bistum Mainz. Mit Ende des 13. Jahrhunderts gelangte sie zu einem kleinen Herrschaftsgebiet, das nordöstlich von Dieburg bis an das Amt Babenhausen reichte und die Orte Raibach, Sickenhofen und Hergershausen umfasste und von der Herrschaft Hanau zu Lehen ging. Vom Kloster Fulda hatten sie ein Drittel des Ortes Raibach zu Lehen und erhielten Güter in Umstadt, Ostheim, Seligenstadt und im Freigericht Alzenau. Schon 1276 waren die Groschlags mit Lehensgütern im Ort Klein-Zimmern belehnt. Güter in Groß-Zimmern, Urberach und Ober-Ramstadt folgten.
1304 ist ein Grasloc von Cronenberg belegt, der sein Gut in Altendieburg an Theoderich genannt Zenechin, Ritter von Bommersheim, verkaufte. Diese Grasloc von Cronenberg sind eine Nebenlinie derer von Cronberg, die aus den Groschlag stammend den Namen der Frau mitführten, auch dort erbberechtigt waren, jedoch nach kurzer Zeit ausstarben.
1343–1374 stellten die Groschlag den Propst im Kloster Höchst. Die erste Hälfte des 15. Jahrhunderts ist von umfangreichen Besitzerweiterungen durch Heinrich den Älteren, Henne und Heinrich den Jüngeren von Groschlag und deren Söhnen (Phillipp, Heinrich und Hans) gekennzeichnet. Die kleinen Herrschaftsbereiche nördlich von Dieburg (Messel, Eppertshausen und Münster) und westlich von Babenhausen (Hergershausen und Sickenhofen) wurden ausgebaut. Im Zuge der Änderung der Herrschaftsverhältnisse im Kondominat Umstadt gingen ihre Lehensverhältnisse im Gebiet vom Kloster Fulda an die Kurpfalz über.
Bis zu seinem Ableben 1419 war ein Heinrich von Groschlag Burgmann auf der Burg Starkenburg und im Besitz eines Burglehens des Mainzer Erzbischofs Konrad III.
1426 übergab Graf Reinhart II. zu Hanau den Brüdern Henne und Heinrich Groschlag folgendes als Lehen: die Dörfer Hergershausen und Sickenhofen mit all ihrem Zubehör (Dorfgericht, arme Leute, Wasser, Wiesen und Äckern) als Mannlehen, das Burglehen zu Babenhausen und das Landgericht zu Altdorf, welches die schweren Fälle im Gerichtsbezirk Babenhausen behandelte und zu dem die Orte Babenhausen, Hergershausen, Sickenhofen, Harreshausen, Eppertshausen, sowie die heutigen Wüstungen Altdorf, Langenbrücken und Hildenhausen gehörten.
Im 15. Jahrhundert waren sie Burgmannen auf der Burg Breuberg und hatten, neben den Echter von Mespelbrunn, den größten Anteil an den Burglehen.

Ausschnitt aus der Karte des Geometers Joseph Mantel: „Beschreibung des Freyherrlich von Groschlagischen Lustgartens nebst zugehörigen Wiessen und Baumstüken zu Stokau“ von 1789, heute im Museum Schloss Fechenbach, Dieburg. Das unbefestigte Lustschloss Schloss Stockau mit dem historischen Schlossgarten lag an der Gersprenz. Es wurde nach der adligen Familie auch als Groschlag´sches Schloss bezeichnet.

### Frühe Neuzeit

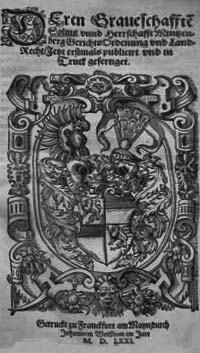
Solmser Landrecht, Titelblatt der Ausgabe von 1571

Seit 1496 (Weistum) besaßen sie den Untergerichtsbezirk Westerngrund des reichsritterschaftlichen Territoriums Landgericht Krombach. Nach dem Aussterben der Herren von Rieneck 1559 und dem Erbfall an das Bistum Mainz kauften sie die ganze Gerichtsbarkeit des Amtes Krombach, die sie bis 1666 besaßen. Unrühmlich sind dabei die geführten Hexenprozesse unter den Landgerichtsherren Groschlag, bei denen von 1627 bis 1629 über 50 Menschen zu Tode kamen.
1576 sind sie als einer der Grundherren des Ortes Rembrücken urkundlich nachgewiesen. 1685 erreichte Johann Philipp Ernst von Groschlag, kurmainzischer Geheimrat und Amtmann zu Gernsheim, dass Kaiser Leopold ihn in den Freiherrenstand erhob.
Im Herrschaftsbereich der Familie wurde das Solmser Landrecht zum Gewohnheitsrecht. Hintergrund war, dass auch umliegende Territorien dieses damals „moderne“, systematisch und schriftlich aufgezeichnete Recht von 1571, das zudem aus der unmittelbaren Nachbarschaft stammte, übernahmen. Das Gemeine Recht galt nun nur noch, wenn das Solmser Landrecht für einen Sachverhalt keine Bestimmungen enthielt. Das Solmser Landrecht blieb auch im Großherzogtum Hessen geltendes Recht, das erst zum 1. Januar 1900 von dem einheitlich im ganzen Deutschen Reich geltenden Bürgerlichen Gesetzbuch abgelöst wurde.
Ab 1687 erbaut er das Groschlag'sche Schloss Stockau, dem durch Friedrich Carl Willibald Freiherr von Groschlag zu Dieburg im 18. Jahrhundert ein Schlossgarten zugefügt wurde, den auch Johann Wolfgang von Goethe besuchte. Die Familie gehörte mit den Ulnern von Dieburg zum wohl bedeutendsten adligen Geschlecht im westlichen Bachgau und waren dem Ritterkanton Odenwald im Fränkischen Ritterkreis der Reichsritterschaft zugeordnet.
1723 heiratete Philip Carl Anton Freiherr von Groschlag zu Diepurg, Herr zu Messel, Sickenhofen, Hergershausen und Eppertshausen, Kaiserlicher würklicher Geheimer Rath und Cammer Gerichts Präsident zu Wetzlar, Ritter des königlich polnischen weißen Adler Ordens (* 1692 in Dieburg, † 1757 in Wetzlar, 1743–1757 katholischer Reichskammergerichtspräsident) Maria Philippina Franzisca Freiin von Bicken (einzige weibliche Nachfahrin dieses Wetzlarer Adelshauses).
Die Groschlag waren zeitweise Burgmannen der Burg Friedberg und besaßen wohl auch ab spätestens 1626 allein die Wasserburg Klein-Zimmern.
Das Geschlecht starb 1799 mit dem Tod von Friedrich Carl Willibald Freiherr von Groschlag zu Dieburg im Mannesstamm aus. Die Lehen fielen an die Landgrafschaft Hessen-Darmstadt. Nur Eppertshausen und der Klein-Zimmerer Besitz blieben bei den weiblichen Nachkommen und kamen erst 1826 endgültig an das Großherzogtum Hessen. Letzte weibliche Nachkommin des Groschlag'schen Adelsgeschlechtes war Gräfin Anna Maria von Lerchenfeld-Köfering (1775–1854), die mit Maximilian Emanuel Graf von und zu Lerchenfeld (1772–1809), bayerischer Gesandter am Reichstag, in Dresden und Kassel verheiratet war. Sie übergab das Schloss mit den dazugehörigen Feldern der Gemeinde Klein-Zimmern, es wurde 1864 von Bischof Emmanuel Wilhelm von Ketteler für die so genannte „St.-Josephs-Knabenanstalt“ und das heutige St.-Josephs-Haus erworben. 1854 starb diese letzte Groschlagtochter in Köfering bei Regensburg.

## Urkunden, Archive
Das Groschlag'sche Archiv aus Seligenstadt kam 1880 und 1912 ins Hessische Landesarchiv nach Darmstadt. 1954 und 1962 erfolgten dort die Vereinigungen weiterer Groschlag'scher Bestände aus anderen Abteilungen.

## Wappen
In Blau drei von Rot und Silber in zwei Reihen geschachte Schrägbalken (Schräglinksbalken), zwischen dem ersten und zweiten Balken schräg eine goldene Krone. Die Helmzier ist ein wachsender Männerrumpf in blauem, wie der Schild bezeugtes Gewand. Die Helmdecken waren rot-silbern im Siebmacher, blau-silbern im Aschaffenburger Wappenbuch, blau-golden bei Zobel, bei den beiden letzteren Quellen jeweils auch ohne die Krone abgebildet und die Schachbalken sind schrägrechts dargestellt.

Gemeindewappen Eppertshausen, in dem mit blauem Schild und geschachtetem Schrägbalken das Groschlag'sche Wappen, ehemalige Besitzer des Ortes, Eingang fand[16] (Kleeblätter und Storch werden den von Wasen zugeordnet).
Wappen der Gemeinde Messel, in deren oberer Hälfte mit der ebenfalls blauähnlichen Schildfarbe und dreifacher geschachtetem Schrägrechtsbalken auf die früheren Herren von Groschlag Bezug genommen wird.
Wappen von Traisa, Ortsteil der Gemeinde Mühltal, in dem ebenfalls durch die blauähnlichen Schildfarbe und dreifacher geschachtetem Schrägrechtsbalken auf die früheren Ortsherren gedeutet wird.
Verschiedene Wappendarstellungen der Groschlags aus Ahnenproben im 18. Jahrhundert. Oben links das Wappen von Friedrich Carl Willibald Freiherr von Groschlag zu Dieburg

## Sonstiges

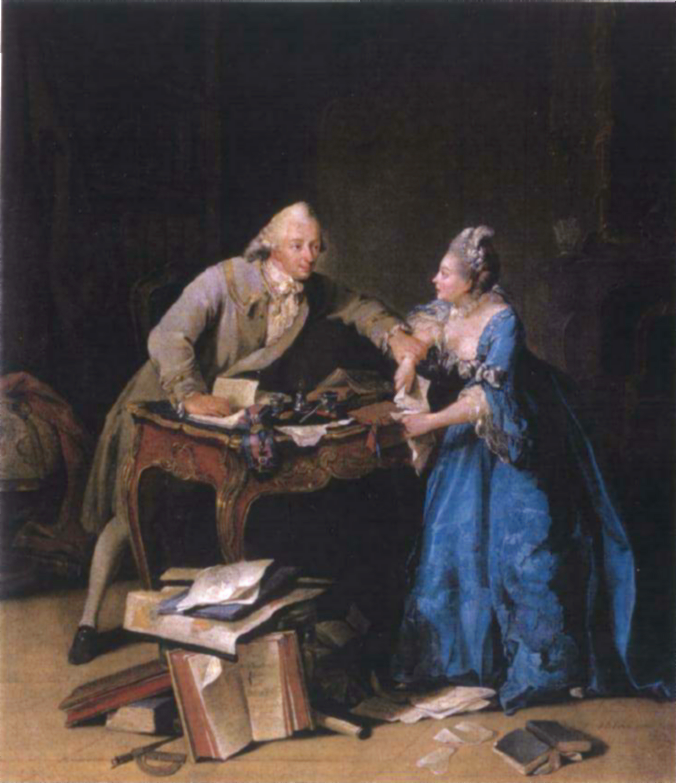
Das Gemälde mit dem heutigen Titel: Trigonometrischer Disput, gemalt um 1774. Es zeigt den letzten Ahnherren der Groschlags und seine Ehefrau

Ein Gemälde des Barockmalers Georg Melchior Kraus (1737–1806), das im Germanischen Nationalmuseum in Nürnberg mit dem Titel Trigonometrischer Disput (Der trigonometrische Streit) verwahrt wird, stellt das Groschlagsche Ehepaar Friedrich Carl Willibald Freiherr von Groschlag zu Dieburg (1729–1799) und seine Ehefrau Freiin Sophie Helene, geborene Gräfin von Stadion (1753–1828), dar und ist wohl um 1774 entstanden.

## Bekannte Namensträger
- Balthasar von Groschlag zu Dieburg (vor 1479–1535), Domherr zu Mainz
- Friedrich Carl Willibald von Groschlag zu Dieburg (1729–1799), Diplomat
- Freiherr Philipp Carl Anton von Groschlag zu Dieburg, römisch-katholischer Präsident des Reichskammergerichts 1743–1757